# Робинсон, Маргарет
Маргарет Махер Робинсон (англ. Margaret Maher Robinson) — американский математик, специализирующийся на теории чисел и теории дзета-функций . Она является профессором математики и преподаёт в колледже Маунт-Холиок.

## Образование и карьера
Робинсон окончила Боудин-колледж в 1979 году. Докторскую степень она получила в 1986 году в Университете Джонса Хопкинса. Её диссертация «О комплексных силах, связанных с искажениями случаями определителя и пфаффиана» была написана под руководством Джун-Ичи Игусы. До перехода в колледж Маунт-Холиок некоторое время преподавала в Хэмпширском колледже.

## Признание
В 2013 году она стала одним из лауреатов премии Деборы и Франклина Хаймо за выдающееся преподавание математики в колледже или университете. В 2020 году была удостоена премии Гвинет Хамфрис, присуждаемой Ассоциацией женщин-математиков; согласно пресс-релизу премии, Робинсон «в течение многих лет была опорой вдумчивого преподавания и наставничества в колледже Маунт-Холиок, учреждении, миссией которого является обучение женщин. Её внимание было сосредоточено не только на лучших учениках, но и на значимом (и радостном) вмешательстве математики в жизни всех поколений её учеников» .